# ユニプレス
ユニプレス株式会社（Unipres Corporation ）は、神奈川県横浜市港北区に本社を置く、自動車部品（車体骨格部品・トランスミッション部品・樹脂部品）、金型治工具の設計・製造・販売を主要な業務とする総合プレスメーカーである。

## 概要
プレス加工技術に強みを持ち、自動車用プレス部品の市場では最大手である。
車体骨格やトランスミッション部品、樹脂成形部品の製造・販売を主な事業とし、国内・海外で事業を展開している。
日産自動車と関係が強い。

## 沿革
- 1936年（昭和11年）11月 - 合資会社大和サッシュ製作所を東京都大田区東糀谷に設立。
- 1939年（昭和14年）5月 - 大和工業株式会社[注釈 1]に商号を変更。
- 1945年（昭和20年）3月1日 - 山川板金工業株式会社を静岡県富士宮市松山町に設立。
- 1953年（昭和28年）6月 - 山川板金工業が本社を静岡県富士市青葉町（現・富士事業所）に移転。
- 1961年（昭和36年）3月 - 山川板金工業から山川工業株式会社に商号を変更。
- 1962年（昭和37年）2月 - 大和工業が本社を神奈川県大和市下鶴間（現・相模事業所）に移転。
- 1990年（平成2年）2月 - 山川工業が日本証券業協会に株式店頭登録。
- 1998年（平成10年）4月 - 山川工業と大和工業が合併し、ユニプレス株式会社に社名変更。存続会社は山川工業。
- 2001年（平成13年） - 神奈川工場（横浜地区）と株式会社海田製作所を閉鎖。
- 2002年（平成14年）
  - 米ミシシッピ州フォレストにユニプレス サウスイースト アメリカ社を設立。
  - 三菱アルミニウムとの合弁会社、株式会社ミューテックを設立。
  - フランスにユニプレス・ヨーロッパ社を設立。
- 2003年（平成15年）
  - フランスにOSL社との合併会社、ユーエムコーポレーションを設立。
  - 米ミシガン州デトロイト市にユニプレス ノースアメリカ社を設立。
  - 中国・広東省広州市花都区にユニプレス広州社を設立。
- 2004年（平成16年）
  - 2月24日 - 東京証券取引所第2部に上場。
  - 5月 - 本社を神奈川県横浜市港北区新横浜に移転。
- 2005年（平成17年）
  - 本店を神奈川県横浜市港北区新横浜に移転。
  - 9月1日 - 東京証券取引所第1部に上場。
- 2008年（平成20年）
  - トルクコンバータ事業に参入。
  - 丸紅との合弁会社、ユニプレスインド社を設立。
- 2009年（平成21年） - ユニプレスタイ社、ユニプレス精密広州社を設立。
- 2011年（平成23年）
  - 株式会社ユニプレス技術研究所を設立。
  - 丸紅、PT. IMG Sejahtera Langgengとの合弁会社、ユニプレスインドネシア会社を設立。
- 2012年（平成24年） - ユニプレス中国会社、ユニプレス鄭州会社を設立。
- 2014年（平成26年）
  - ユニプレスロシア会社を設立。
  - 襄陽東昇機械有限公司との合弁会社、ユニプレス東昇大連会社を設立。
  - 米アラバマ州スティール市にユニプレスアラバマ会社を設立。
- 2017年（平成29年）4月 - 東風（武漢）実業有限公司との合弁会社、東風ユニプレスホットスタンプを設立。
- 2019年（平成31年）
  - 6月 - マニュエットオートモーティブ社から株式を追加取得し、ユーエムコーポレーションを子会社化。
  - 8月 - 中国・湖北省武漢市にユニプレス武漢会社を設立。

## 所在地
- 本社 - 神奈川県横浜市港北区新横浜
- 富士事業所・富士工場（富士）・工機工場（冨士） - 静岡県富士市青葉町（旧・山川工業本社）
- 相模事業所・工機工場（相模） - 神奈川県大和市下鶴間（旧・大和工業本社）
- 栃木工場（真岡） - 栃木県真岡市松山町
- 栃木工場（小山） - 栃木県小山市横倉新田
- 富士工場（富士宮） - 静岡県富士宮市山宮
- 富士工場（山梨） - 山梨県南巨摩郡身延町下山
- ユニプレス九州株式会社 - 福岡県京都郡みやこ町勝山松田
- コスモテクノ株式会社 - 静岡県富士市中里
- ユニプレスモールド株式会社
  - 本社・富士工場 - 静岡県富士市中里
  - 広島工場 - 広島県東広島市高屋台
  - 真岡工場 - 栃木県真岡市松山町（ユニプレス栃木工場（真岡）と同地）

## 子会社
- ユニプレス物流株式会社
- ユニプレスサービス株式会社

## 関連会社
- カナエ工業株式会社
- 株式会社ミューテック
- 株式会社サンエス
- 山川運輸株式会社

## 海外子会社・海外関連会社
- ユニプレスノースアメリカ会社 (Unipres North America, Inc.)
- ユニプレスアメリカ会社 [Unipres U.S.A., Inc.]
- ユニプレスサウスイーストアメリカ会社 (Unipres Southeast U.S.A., Inc.)
- ユニプレスメキシコ会社 (Unipres Mexicana, S.A. de C.V.)
- ユニプレスヨーロッパ会社 (Unipres Europe, SAS)
- ユニプレスイギリス会社 (Unipres (UK) Limited)
- ユーエムコーポレーション (UM Corporation, SAS)
- ユニプレス広州会社 (Unipres Guangzhou Corporation)
- ユニプレスタイ会社 (UNIPRES (THAILAND) Co., LTD.)
- ユニプレスインド会社 (Unipres India Private Limited)